# Streuobstwiesen zwischen Erbig und Bischberg
Streuobstwiesen zwischen Erbig und Bischberg este o arie protejată (arie specială de conservare — SAC, sit de importanță comunitară — SCI) din Germania întinsă pe o suprafață de 176,56 ha, integral pe uscat.

## Localizare
Centrul sitului Streuobstwiesen zwischen Erbig und Bischberg este situat la coordonatele 49°56′45″N 9°08′45″E / 49.9458°N 9.1458°E.

## Înființare
Situl Streuobstwiesen zwischen Erbig und Bischberg a fost declarat sit de importanță comunitară în martie 2001 pentru a proteja 4 specii de animale. Situl a fost protejat și ca arie specială de conservare în aprilie 2016.

## Biodiversitate
Situată în ecoregiunea continentală, aria protejată conține 1 habitat natural: Fânețe de joasă altitudine (Alopecurus pratensis, Sanguisorba officinalis).
La baza desemnării sitului se află mai multe specii protejate:
- păsări (3): ciocănitoare neagră (Dryocopus martius), sfrâncioc roșiatic (Lanius collurio), gaia roșie (Milvus milvus)
- nevertebrate (1): phengaris nausithous (Maculinea nausithous)

Pe lângă speciile protejate, pe teritoriul sitului au mai fost identificate 1 specie de nevertebrate, 1 specie de reptile.